# Megachile mendocensis
Megachile mendocensis là một loài Hymenoptera trong họ Megachilidae. Loài này được Durante, Abramovich & Lucia mô tả khoa học năm 2006.